# Thất trảm sớ
Thất trảm sớ (chữ Hán: 七斬疏) là tờ sớ do Chu Văn An soạn và dâng lên vua Trần Dụ Tông để đề nghị chém 7 người mà ông cho là nịnh thần.
Ban đầu, do Dụ Tông còn ít tuổi, có thượng hoàng Trần Minh Tông lo việc triều chính. Sau khi thượng hoàng Trần Minh Tông mất (vào năm 1357), Dụ Tông Trần Hạo tự mình cầm quyền chính. Nhưng Hạo không có tài trị nước.
Trong thời gian Trần Dụ Tông trực tiếp cầm quyền trị vì, tình cảnh xã hội rất nhiễu nhương. Dụ Tông là người ăn chơi thích tửu sắc hát xướng. Cận thần nhiều người bất tài, lo bế vua để lộng hành. Dân tình đói khổ. Nhiều trung thần nghĩa sĩ bị làm hại. Các quan ngự sử vốn chuyên lo việc can ngăn vua nhưng cũng không làm theo.
Chu Văn An vốn là người thẳng thắn ngạch trực, có uy tín cao trong triều. Ông đã dũng cảm dâng sớ xin chém bảy nịnh thần. Sớ thất trảm ấy bị thất truyền, không rõ nội dung như thế nào; ngay đương thời cũng ít người được biết ông đã xin chém những ai. Nhưng tờ sớ đã gây chấn động dư luận. Do Thất trảm sớ không được thực hiện, Chu Văn An đã lui về ở ẩn tại núi Phượng Hoàng, Chí Linh, Hải Dương.